# Religia w Ghanie
| Religia             | Pew Research Center, 2010 | Operation World, 2010 | Spis powszechny, 2021 |
| ------------------- | ------------------------- | --------------------- | --------------------- |
| Chrześcijanie       | 74,9%                     | 63,4%                 | 71,3%                 |
| Protestantyzm       | 60,8%                     | 49,1%                 | 61,3%                 |
| Katolicyzm          | 12,9%                     | 12,0%                 | 10,0%                 |
| Muzułmanie          | 15,8%                     | 23,8%                 | 19,9%                 |
| Religie afrykańskie | 4,9%                      | 12,5%                 | 3,2%                  |
| Brak religii        | 4,2%                      | 0,2%                  | 5,6%                  |

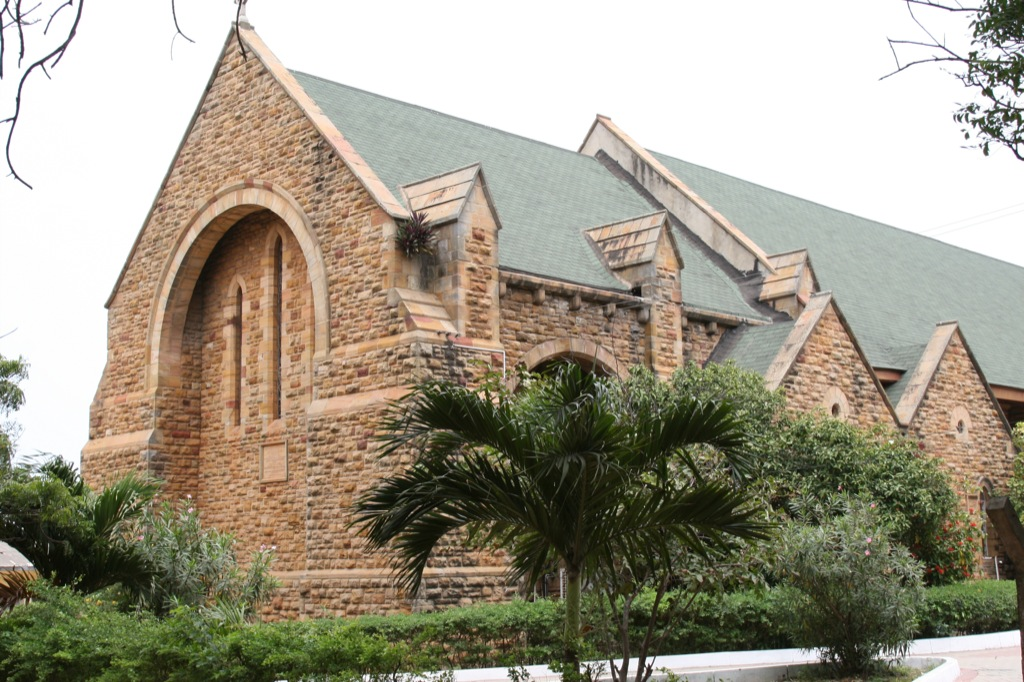
Katedra Anglikańska Św. Trójcy w Akrze, Ghana

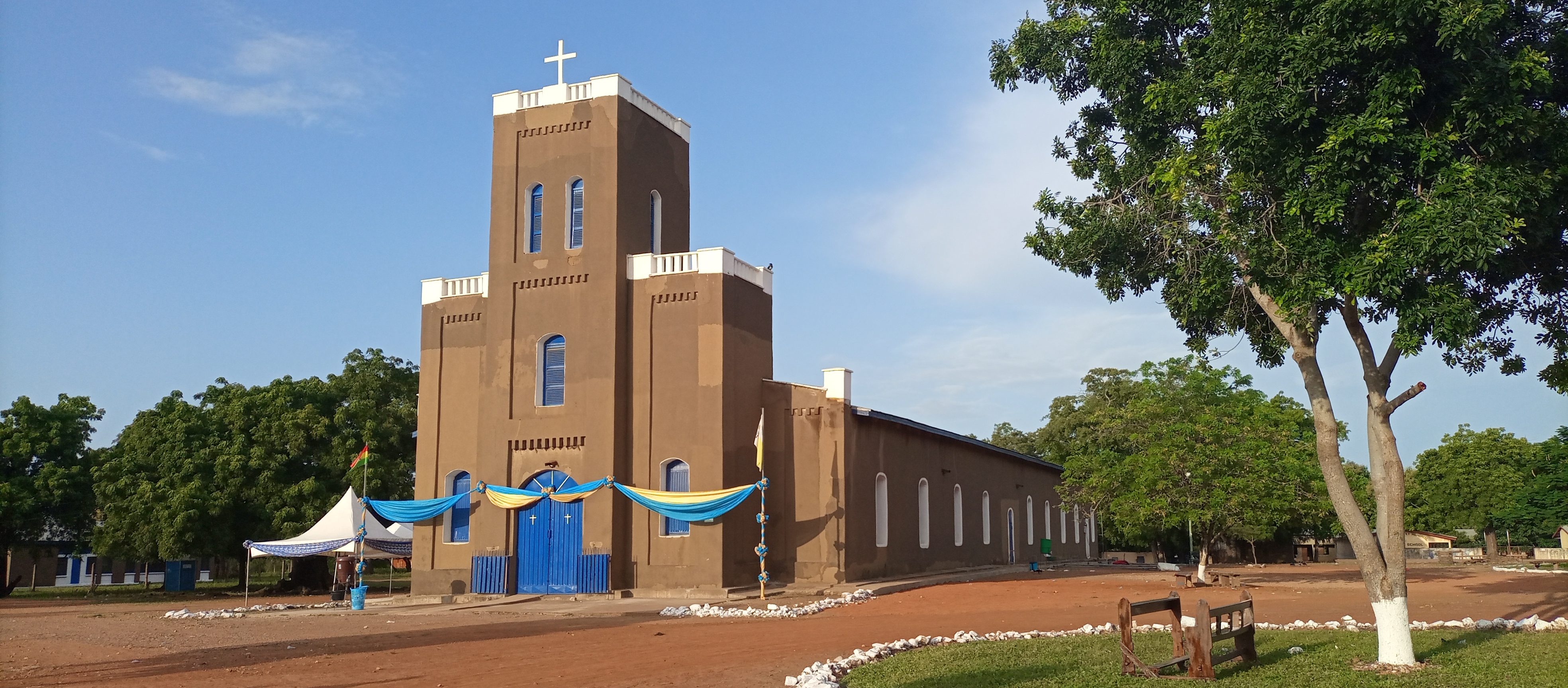
Bazylika Katedralna Matki Bożej Siedmiu Boleści w Navrongo

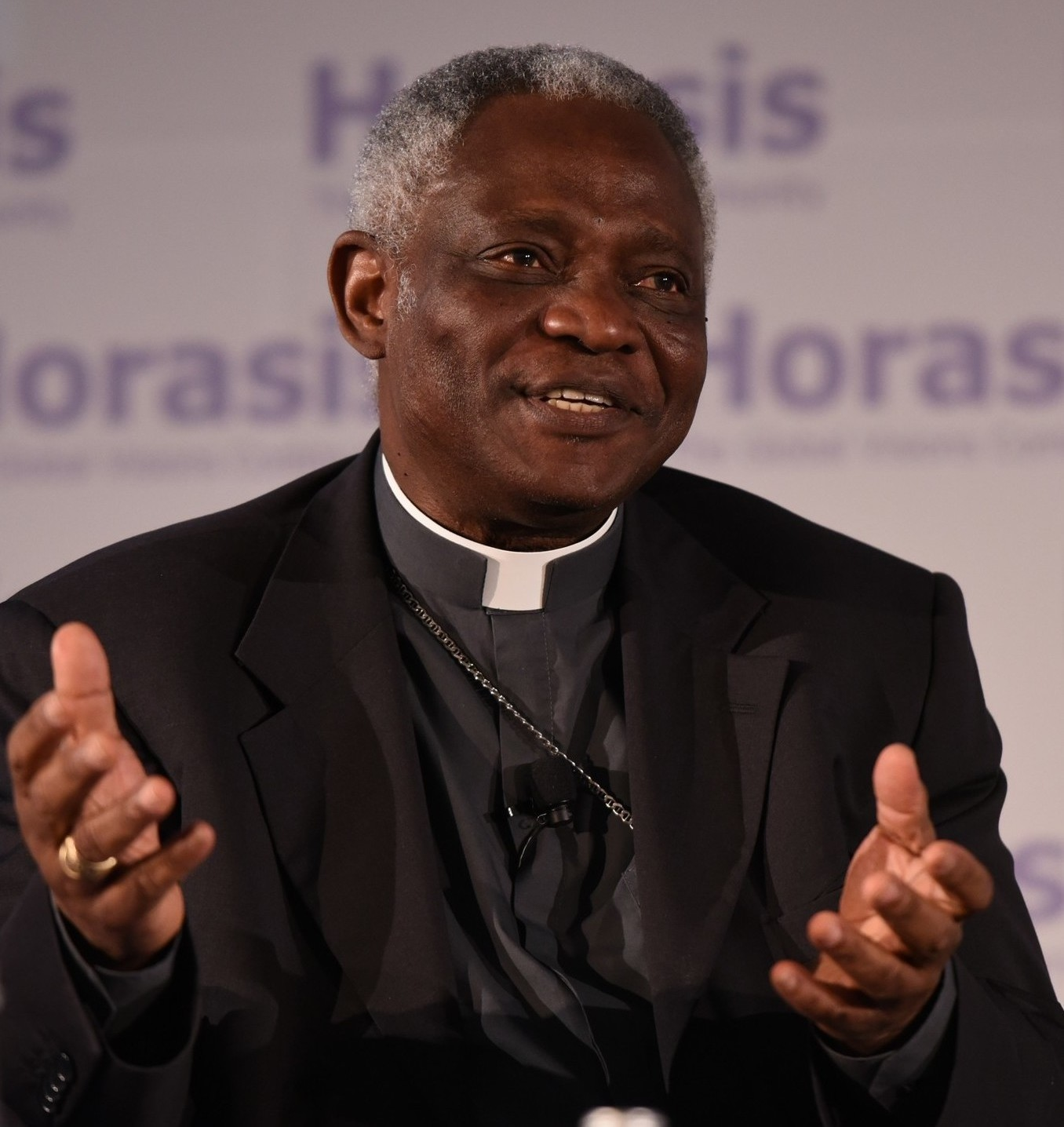
Peter Turkson kardynał katolicki w Ghanie

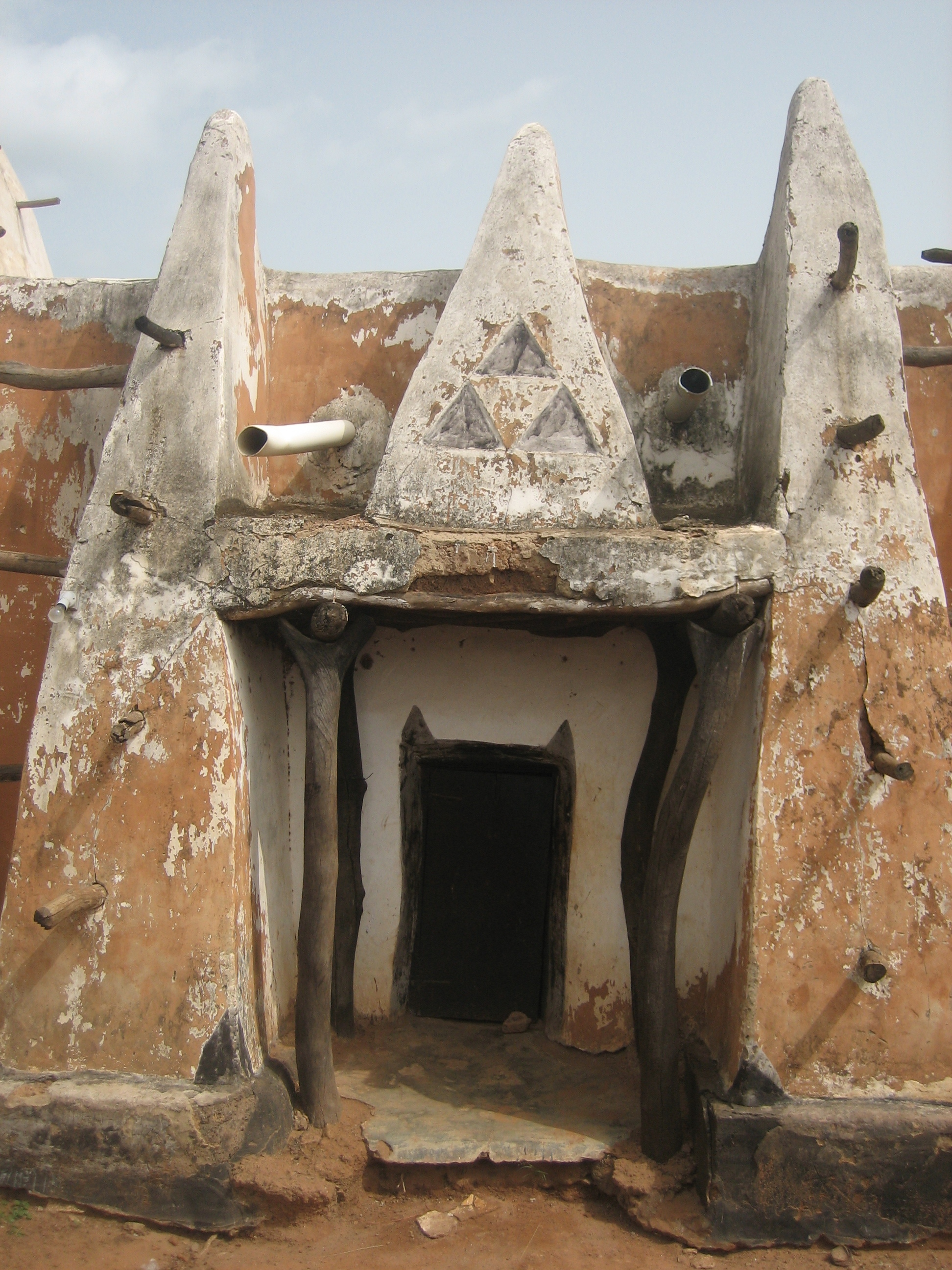
Meczet Larabanga

Religia w Ghanie zdominowana jest przez chrześcijaństwo, które wyznaje znaczna większość społeczeństwa. Największe mniejszości religijne stanowią muzułmanie i wyznawcy tradycyjnych religii plemiennych.

## Chrześcijaństwo
Chrześcijanie są rozproszeni po całym kraju, ale najsilniej skoncentrowani w południowych i centralnych regionach, wśród plemion Ewe, Akan, Ga-Dangme i Dagaaba.
Portugalscy kupcy, którzy byli katolikami, dotarli do wybrzeży Ghany już w 1471 roku. Jednak francuscy misjonarze katoliccy rozpoczęli pracę misyjną dopiero ok. 1880 roku. Kościół Anglikański pracę misyjną rozpoczął w 1752 roku i tym samym jest najstarszym Kościołem chrześcijańskim w Ghanie.
Chrześcijaństwo stopniowo zyskało popularność w pierwszej połowie XX wieku kosztem rdzennej religii afrykańskiej, ale trend ten zwolnił po uzyskaniu przez Ghanę niepodległości. Wpływ chrześcijaństwa jest najbardziej zauważalny w południowej części kraju. Po 1950 roku zyskały na popularności spirytystyczne i synkretyczne kościoły łączące chrześcijaństwo z tradycyjnymi wierzeniami afrykańskimi, magią i wróżbiarstwem.
Do lat 70. dwie główne grupy protestanckie (prezbiterianie i metodyści) oraz katolicy dzielili chrześcijański rynek mniej więcej po równo. Po latach siedemdziesiątych rozpędu nabrały kościoły zielonoświątkowe, charyzmatyczne i inne afrykańskie.
Według Spisu Powszechnego z 2021 roku większość chrześcijan w Ghanie to protestanci, a największą grupę stanowią zielonoświątkowcy i charyzmatycy (31,6% populacji). Do innych dużych protestanckich grup należeli: metodyści, prezbiterianie, niezależne Kościoły afrykańskie, adwentyści dnia siódmego, anglikanie i baptyści.
Odsetek Ghańczyków identyfikujących się jako katolicy spadł z 15,1% w 2000 r. do 10% w 2021 r. Według katolickich biskupów katolicy odeszli głównie do wspólnot zielonoświątkowych. 
Inne obecne wspólnoty chrześcijańskie to: Kościoły afrochrześcijańskie, Kościół Nowoapostolski, Świadkowie Jehowy (150 tys.) i mormoni.

## Islam
Islam w Ghanie został wprowadzony przez podróżujących kupców już w XIV wieku. Najbardziej rozpowszechniony na północy kraju, oraz w większych ośrodkach miejskich, które zawierają duże populacje imigrantów z zachodniej Afryki. Od końca XX wieku wraz z imigrantami liczba wyznawców islamu zaczęła gwałtownie wzrastać.
Większość muzułmanów to sunnici. Istnieją także mniejszości Ahmadijja i szyitów. Islam jest głównie wyznawany wśród plemion: Dagomba, Hausa, Abron i Joruba.
Według spisu z 2021 roku odsetek wyznawców islamu wzrósł do 19,9% populacji, w porównaniu z 17,6% w roku 2010. 

## Religie plemienne
Wierzenia plemienne opierają się na wierze w Istotę Najwyższą i wiele mniejszych bóstw związanych z naturalnymi zjawiskami. Czci się zmarłych przodków, którzy są uznawani za zawsze obecnych i zdolnych do wpływania na bieg wydarzeń, a także za pośredników między bogami a ludźmi.

## Dane statystyczne
Największe grupy religijne w 2010 roku według Operation World:
| Religie/kościoły                                     | Liczba wiernych | Procent ludności |
| ---------------------------------------------------- | --------------- | ---------------- |
| Islam                                                | 5 788 762       | 23,8%            |
| Animizm                                              | 3 041 594       | 12,5%            |
| Kościół katolicki                                    | 2 930 tys.      | 12,0%            |
| Kościół Zielonoświątkowy                             | 1 620 tys.      | 6,7%             |
| Kościół Metodystyczny                                | 1 620 tys.      | 6,7%             |
| Zbory Boże                                           | 1 433 tys.      | 5,9%             |
| Kościół Prezbiteriański w Ghanie                     | 1 355 tys.      | 5,6%             |
| Kościół Adwentystów Dnia Siódmego                    | 768 750         | 3,2%             |
| Kościół Nowoapostolski                               | 458 tys.        | 1,9%             |
| Kościół Anglikański                                  | 305 tys.        | 1,3%             |
| Kościół Apostolski                                   | 291 128         | 1,2%             |
| Kościół 12 Apostołów                                 | 285 tys.        | 1,2%             |
| Afrykański Kościół Wiary „Tabernaklum”               | 203 tys.        | 0,83%            |
| Kościół Musama Disco                                 | 172 tys.        | 0,71%            |
| Afrykański Kościół Metodystyczno-Episkopalny Syjonu  | 158 tys.        | 0,65%            |
| Kościół Bożych Uzdrowicieli (Divine Healer’s Church) | 142 410         | 0,59%            |
| Apostles Revelation Society                          | 137 tys.        | 0,56%            |
| Konwencja Baptystyczna Ghany                         | 123,6 tys.      | 0,51%            |
| Kościół Ewangelicko-Prezbiteriański                  | 118,2 tys.      | 0,49%            |
| Duchowy Kościół Chrystusowy                          | 115 tys.        | 0,47%            |
| Świadkowie Jehowy                                    | 96 tys.         | 0,39%            |
| Kościół Chrystusowy                                  | 93 tys.         | 0,38%            |
| Posługa Głębszego Życia Chrześcijańskiego            | 82 tys.         | 0,34%            |

- Świadkowie Jehowie w Ghanie w 2022 liczyli 149 275 głosicieli, należących do 2396 zborów[14].
- Według stanu na 2019 rok Kościół Jezusa Chrystusa Świętych w Dniach Ostatnich (mormoni) liczył 89 135 wyznawców (0,29%) w 328 kongregacjach.
- Społeczność bahaistów w 2017 roku oszacowano na 16,2 tys. (0,1%)[15].